# 데빌 메이 크라이 5
《데빌 메이 크라이 5》(Devil May Cry 5, デビル メイ クライ5)는 캡콤이 개발하고 배급한 액션 어드벤처 핵 앤드 슬래시 비디오 게임이다. 메인 데빌 메이 크라이 시리즈의 5번째 게임이자 프랜차이즈 가운데 6번째 게임이다. 캡콤은 2019년 3월 8일마이크로소프트 윈도우, 플레이스테이션 4, 엑스박스 원용으로 이 게임을 출시하였다. 이 게임의 배경은 데빌 메이 크라이 4 사건의 5년 뒤이다.
데빌 메이 크라이 5의 감독은 이츠노 히데아키이며 그의 목표는 이 게임을 자신의 최고의 작품으로 만드는 것이었다. 적절하고 어렵고 새로운 데몬을 제공함으로써 신규 게이머들과 기존 게이머들에게 모두 균형감있는 게임을 만드는 것을 목적으로 하였다. 또, 캡콤은 이전 작품 바이오하자드 7 레지던트 이블에 사용한 RE 엔진의 영향을 받은 더 현실적인 디자인을 도입하기를 바랐다. 그 결과 캐릭터의 얼굴 생성을 위해 모델들이 사용되었다. 줄거리는 작가 모리하시 빙고가 맡았고 배경은 런던의 여러 지역을 기반에 두고 있다. 다수의 작곡가들이 게임 스튜디오 제작을 위해 동원되었으며 3개의 메인 테마를 캐릭터 중심에 두고 있다.
데빌 메이 크라이 5는 비평가들로부터 긍정적인 평가를 받았다.

## 평가
2018년 도쿄 게임 쇼에서 데빌 메이 크라이 5는 재팬 게임 어워드로부터 퓨전 디비전상을 받았다.